# Локерби: В поисках правды
«Локерби: В поисках правды» (англ. Lockerbie: A Search for Truth) — британо-американский драматический телесериал 2025 года с Колином Фертом в главной роли. Сюжет рассказывает о катастрофе рейса 103 авиакомпании Pan Am в 1988 году, которая на тот момент стала самым крупным терактом в истории Великобритании.

## Сюжет
В декабре 1988 года трансатлантический рейс авиакомпании Pan Am из Лондона в Нью-Йорк был взорван через 38 минут после взлёта при пролёте над шотландским городом Локерби, в результате чего погибли все 243 пассажира и 16 членов экипажа. Части самолёта упали на жилой квартал, в результате чего погибли ещё 11 человек. Сериал расскажет о подлинной истории жизни Джима Свайра (Ферт) и его жены Джейн, которые добиваются справедливости в отношении жертв, среди которых была их дочь Флора.

## В ролях
- Колин Ферт — Джим Свайр[англ.]
- Кэтрин Маккормак — Джейн Свайр
- Сэм Траутон — Мюррей Гатри
- Марк Боннар — Родерик Макгилл
- Ардалан Эсмаили — Абдельбасет аль-Меграхи[англ.]
- Мудар Аббара — Аль Амин Халиф Фхимах[англ.]
- Гай Генри — Пол Ченнон[англ.]
- Набиль Аль Раи — полковник Муаммар Каддафи
- Джемма Карлтон — Кэти Свайр
- Гарри Реддинг — Уильям Свайр
- Розанна Адамс — Флора Свайр[2]

## Производство
Сериал совместного производства компаний Sky Studios, Peacock и Carnival Films. О начале работы над сериалом стало известно в феврале 2022 года.
Сюжет основан на книге доктора Джима Свайра и Питера Биддульфа «The Lockerbie Bombing: A Father’s Search for Justice». Адаптацией книги занимался Дэвид Хэрроуэр, а приглашенным автором одного из эпизодов стала Марьям Хамиди. Режиссёрами стали — Отто Батерст и Джим Лоуч.
В январе 2024 года стало известно, что Колин Фёрт исполнит роль доктора Джима Свайра, потерявшего дочь в катастрофе рейса 1988 года, в которой погибли 259 пассажиров и членов экипажа. Съёмки проходили в Шотландии в феврале 2024 года, в районе Friars Brae в Линлитгоу.
Пять эпизодов сериала будут показаны на телеканале Sky Television и потоковом сервисе Now TV в Великобритании и Ирландии, а также на сервисе Peacock в США.